# Palacio de la Angulería
El palacio de Angulería en Larrabezúa (Vizcaya, España) es una antigua construcción señorial ubicada al borde de la carretera de Goikoelexea. Se trata de un edificio exento de volumen cúbico, rematado por cubierta a cuatro aguas que presenta dos plantas y camarote.
La estructura portante del edificio es de madera, y en el exterior se combinan la sillería de la planta baja de la fachada principal y lateral izquierda, el ladrillo de las plantas superiores de la fachada principal y la mampostería del resto de los paramentos.
La fachada principal presenta patín lateral de acceso a la galería adintelada con toscanas de la primera planta. Sobre ésta, el cuerpo superior del edificio en voladizo, se decora con pinturas imitando la forma y color de los ladrillos con cenefa de motivos estilizados. El tema central es una cruz latina dentro de cuatrilóbulo, sobre la que aparece la fecha 1777.
En fachada posterior presenta escalera de mampostería de acceso a primera planta y sobre el acceso descentrado el escudo de los Meabe. Un pequeño cuerpo de menor altura con cubierta a cuatro aguas se adosa en el lateral de esta fachada posterior.